# José Manuel Beirán
José Manuel Beirán Lozano (León, 7 febbraio 1956) è un ex cestista spagnolo.

## Carriera
Con la Spagna ha disputato i Giochi olimpici di Los Angeles 1984.

## Palmarès
- Campionato spagnolo: 3

Real Madrid: 1974-75, 1978-79, 1979-80
- Copa del Rey: 1

Real Madrid: 1975
- Coppa dei Campioni: 1

Real Madrid: 1979-80